# One Piece at a Time

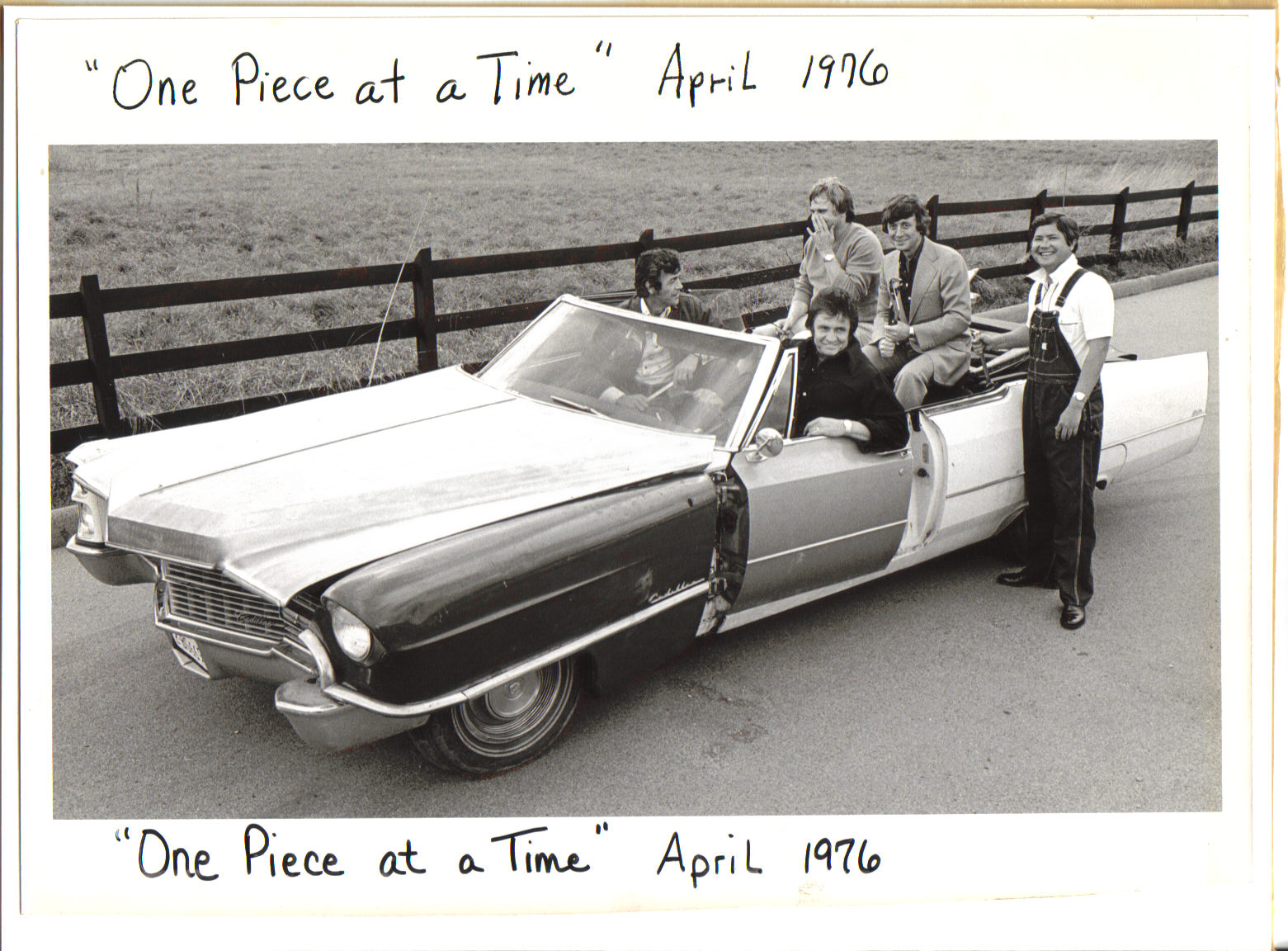
Johnny Cash in dem von Fitzpatrick gebauten Wagen im April 1976.

One Piece at a Time ist ein Countrysong, der von Wayne Kemp geschrieben und 1976 von Johnny Cash für sein gleichnamiges Album aufgenommen wurde. Produziert von Charlie Bragg und Don Davis wurde die im Mai 1976 veröffentlichte Single der letzte Nummer-eins-Hit Cashs in den Billboard Country Songs. In den Pop-Charts erreichte der Song Platz 29.
Der Text erzählt die Geschichte eines Mannes, der ab 1949 in der Montage für die US-Automobilmarke Cadillac in Detroit, Michigan arbeitet. Jeden Tag sieht er, wie fertige Fahrzeuge vom Band rollen, während er sich keines leisten kann. Er beschließt daher, ein eigenes Auto aus Teilen zu bauen, die er von seiner Arbeitsstelle entwendet. Dabei hilft ihm auch ein Kollege. Um nicht aufzufallen, stiehlt er immer nur wenige Teile ("GM wouldn't miss just one little piece"). Das Lied schildert, welche kuriosen Probleme beim Zusammenbau auftreten. Letztendlich gelingt es dem Mann, das Auto fertigzustellen, und er kann seine erste Fahrt damit machen. Laut dem Liedtext sind bis dahin mindestens 24 Jahre vergangen.
Musikalisch gesehen handelt es sich bei dem Stück um Rockabilly, das vom Aufbau sehr an Cashs früheren Hit und Dauerbrenner A Boy Named Sue von 1969 erinnert. Nicht nur weil der Text humorvoll und stellenweise sarkastisch ist, sondern auch weil der Großteil des Textes von Cash im Sprechgesang dargeboten wird.
Bruce Fitzpatrick, ein damaliger Automogul in Nashville, war von den Produzenten damit beauftragt worden, das im Song beschriebene Fahrzeug für Werbezwecke nachzubauen. Der fertige Cadillac stand Jahre vor dem „House of Cash“ und konnte von Besuchern betrachtet werden.

## Coverversion
1976 veröffentlichte Gunter Gabriel bei Hansa mit Ein Stückchen pro Tag eine deutsche Version. Ursprünglich nennt Gabriel in seinem Lied keine Automarke, allerdings befindet sich das besungene Autowerk für Luxuslimousinen in Württemberg und er beschreibt den Diebstahl des „berühmten Stern auf dem Kühlergrill“. Bei späteren Live-Auftritten wurde der Mercedes auch namentlich genannt.